# Cheilanthes lonchophylla
Cheilanthes lonchophylla là một loài thực vật có mạch trong họ Adiantaceae. Loài này được (R.M. Tryon) R.M. Tryon & A.F. Tryon miêu tả khoa học đầu tiên năm 1981.